# Livin’ on the Edge
«Livin’ on the Edge» — песня американской группы Aerosmith.
Джо Перри и Стивен Тайлер написали эту песню в сотрудничестве с Марком Хадсоном.
В видеоклипе к песне в главной роли трудного подростка, который угоняет машину с целью покататься, снялся Эдвард Фёрлонг, прославившийся двумя годами ранее в фильме «Терминатор 2» (до чего не имел никакого актёрского опыта) и успевший к тому времени сняться ещё в паре заметных кинофильмов.
Режиссёром клипа был Марти Коллнер, снявший большинство клипов группы.
Песня получила «Грэмми» по итогам 1994 года в категории «Лучшее исполнение в стиле рок вокальными дуэтом или группой». До этого группа Aerosmith уже выигрывала эту награду с песней «Janie’s Got a Gun» в 1991 году.

## Список композиций

### CD-сингл
| №  | Название                             | Автор(ы)                             | Длительность |
| -- | ------------------------------------ | ------------------------------------ | ------------ |
| 1. | «Livin' on the Edge» (LP Version)    | Steven Tyler, Joe Perry, Mark Hudson | 6:07         |
| 2. | «Don't Stop» (Previously Unreleased) | Tyler, Perry, Jim Vallance           | 4:05         |
| 3. | «Flesh» (LP Version)                 | Tyler, Perry, Desmond Child          | 5:57         |

## Чарты

### Итоговые чарты за год
| Чарт (1993)             | Наив. поз. |
| ----------------------- | ---------- |
| США (Billboard Hot 100) | 94         |